# Marek Tomasz Zahajkiewicz
Marek Tomasz Zahajkiewicz (ur. 18 lutego 1934 w Borysławiu, zm. 25 lipca 2015 w Lublinie) – polski duchowny rzymskokatolicki, teolog, historyk Kościoła, profesor nauk teologicznych.

## Życiorys
Ukończył studia specjalistyczne z historii Kościoła na Katolickim Uniwersytecie Lubelskim. W 1967 uzyskał doktorat, w 1977 habilitację, w 1991 tytuł naukowy profesora, w 1992 objął stanowisko profesora zwyczajnego. Święcenia kapłańskie otrzymał 22 grudnia 1956. Od 1965 zatrudniony na KUL. Od 1985 dyrektor Ośrodka Archiwów, Bibliotek i Muzeów Kościelnych, od 1987 członek Komisji Episkopatu Polski ds. Sztuki Kościelnej. W swojej pracy naukowej podejmował zagadnienia z zakresu dziejów wewnętrznych Kościoła w średniowieczu, życia liturgicznego, średniowiecznej teologii, tendencji reformacji Kościoła.
W 2006 ukazała się Księga pamiątkowa pt. „Historia świadectwem czasów” wydana z okazji 50-lecia święceń kapłańskich i 50-lecia pracy dydaktycznej ks. Marka Tomasza Zahajkiewicza, zawierająca obszerną biografię księdza i jego dorobku naukowego.
Zmarł 25 lipca 2015. Został pochowany na cmentarzu komunalnym przy ul. Wojsławickiej w Chełmie.

## Wybrane publikacje
- Msza św. w Polsce do Soboru Trydenckiego w świetle rodzimych komentarzy „Expositiones missae: studium historyczno-liturgiczne, Warszawa: Akademia Teologii Katolickiej 1972.
- „Tractatus sacerdotalis” Mikołaja z Błonia na tle teologii przełomu wieku XIV i XV, Lublin: Redakcja Wydawnictw KUL 1979.
- Diecezja lubelska: informator historyczny i administracyjny, Lublin: Kuria Biskupia 1985.
- Chrzest Litwy: geneza, przebieg, konsekwencje, pod red. Marka T. Zahajkiewicza, Lublin: Redakcja Wydawnictw KUL 1990.
- Katolicki Uniwersytet Lubelski: wybrane zagadnienia z dziejów Uczelni, pod red. Grażyny Karolkiewicz, Marka Zahajkiewicza, Zygmunta Zielińskiego, Lublin: Redakcja Wydawnictw KUL 1992.
- Średniowieczny Kościół polski: z dziejów duszpasterstwa i organizacji kościelnej, pod red. Marka Tomasza Zahajkiewicza, Stanisława Tylusa, Lublin: Redakcja Wydawnictw KUL 1999.
- Archidiecezja Lubelska : historia i administracja, red. Marek T. Zahajkiewicz, Lublin: Kuria Metropolitalna 2000.
- Dzieje Archidiecezji Lubelskiej (1805-2005), red. Marek T. Zahajkiewicz, Lublin: Wydawnictwo Archidiecezji Lubelskiej „Gaudium” 2005.

## Odznaczenia
- Krzyż Kawalerski Orderu Odrodzenia Polski (12 lipca 2002, za wybitne zasługi w pracy naukowej i dydaktycznej)[4]
- Złoty Krzyż Zasługi (1993)
- Medal za Zasługi dla KUL (2008)
- Medal Signum Universitatis (2015)